# Maribo Gymnasium
Maribo Gymnasium (ofte omtalt med forkortelsen MG) er et gymnasium, der ligger i Maribo på Midtlolland. Gymnasiet tilbyder stx og hf og havde i 2024 omkring 280 elever. Rektor er Michael Levy Bruus.
Det er det ene af to gymnasier i Lolland Kommune, hvor det andet er Nakskov Gymnasium i Nakskov. Oplandet tæller et stort område omkring Maribo.
Gymnasiet, der blev oprettet i 1937, har en identitet som et lille gymnasium og har traditionelt lagt vægt på at skabe et socialt miljø, hvor alle lærere og elever kender hinanden. Gymnasiet har i 2020'erne oprettet forskellige eksperimenterende forløb som en engelsksproget linje målrettet børn af udlændinge, der er kommet til Lolland i forbindelse med byggeriet af Femern Bælt-forbindelsen, og et såkaldt håndværker-hf-forløb, hvor eleverne supplerer undervisningen med blandt andet praktikforløb målrettet en senere håndværksuddannelse.
Udover undervisningen spiller gymnasiet en rolle som et kulturelt centrum i Maribo, der med ca. 5.000 indbyggere er en af landets mindste gymnasiebyer.

## Historie

### Starten
Maribo Gymnasium blev grundlagt i 1937 efter et initiativ af borgmester C.E. Christiansen. En del af baggrunden var en ny skolelov, der under alle omstændigheder krævede en udbygning af Borgerskolen. Oprettelsen af et kommunalt gymnasium var kontroversielt i byen, hvor nogle skatteborgere frygtede for udgifterne. Rektorerne på Nykøbing Katedralskole og Nakskov Gymnasium i nabobyerne var heller ikke begejstrede for planerne, der ville tage elever fra de to naboskoler.

### Kommunalt gymnasium 1937-1969
Den daværende leder af borgerskolen Hein Johansen, der var cand.mag., blev skolens første rektor. Undervisningen startede med en halv snes nysproglige elever i 1937, og i 1938 blev byens gymnasiebygning bygget færdig. Maribos berømte bysbarn Kaj Munk skrev specielt til indvielsen sangen Hvad er det at gå i skole?, som flere forskellige komponister som Jørgen Bentzon og Knud Vad Thomsen efterfølgende har skrevet melodi til. I 1940 kunne Maribo Gymnasiums første ni studenter sætte studenterhuen på hovedet. Samme år, 1940, startede den første matematikerklasse.
I 1942 måtte Hein Johansen trække sig tilbage som rektor, fordi han ifølge et senere 25-års-jubilæumsskrift "gik for vidt i sin iver", og i stedet blev Sigurd Højby, der hidtil havde undervist ved Horsens Statsskole, hentet ind som ny rektor. Han var rektor i de næste 12 år. Højby blev en fremtrædende og indflydelsesrig profil i 1950'ernes danske pædagogiske debat som en stor fortaler for at nedbryde de sociale skel i datidens uddannelsessystem og skabe et mere udelt undervisningssystem. 1945-1952 var han formand for Gymnasieskolernes Lærerforening, og han blev senere direktør for Direktoratet for Gymnasieskolerne og HF, hvor han blandt andet stod for oprettelsen af den nye ungdomsuddannelse højere forberedelseksamen (hf).
I 1954 blev Højby afløst som rektor på MG af sin mangeårige mangeårige arbejdsfælle på skolen Erling Frederiksen, der blev enstemmigt indstillet som hans efterfølger af kollegaer og forældre. Frederiksen påtog sig mange arbejdsopgaver, samtidig med at han måtte afholde en stor del af undervisningen i matematik og fysik på grund af lærermangel. Han brændte ud og døde pludseligt i 1960. Han har lagt navn til rektor Erling Frederiksens mindelegat, der uddeles hvert år ved skoleårets afslutning.
Frederiksen blev efterfulgt af den klassiske filolog Henrik Hertig, der var rektor i de næste 24 år indtil 1980, hvor han sideløbende underviste i sine fag tysk, latin og oldtidskundskab.

### Amtsgymnasium 1970-2006
I 1970 overgik MG til Storstrøms Amt i forbindelse med kommunalreformen samme år og skiftede altså status fra et kommunalt til et amtskommunalt gymnasium.
Kulturelle aktiviteter spillede blandt andet i denne periode en vigtig rolle. Skolen indkøbte i tidens løb en række kunstværker, hvoraf det absolutte hovedværk var Richard Mortensens nonfigurative billedtæppe, frisen Tapisserie d'Aubusson fra 1956 i gymnasiets kantine. Gymnasiets kunstudvalg arrangerede en eller to årlige kunstudstillinger, og da billedkunst var obligatorisk for 3.g'ere, udstillede disse deres egne værker på forårsudstillinger, der blev omtalt og anmeldt i Lolland-Falsters Folketidende. Skolens pedel Bernt Svendsen spillede en stor rolle i arrangementet af udstillingerne. Ikke mindst, da han fik monteret et halvt fly på "Staldens" gavl, så det så ud som om, flyet var ved at brage gennem bygningen (det var vel at mærke adskillige år før 11. september 2001). MG havde også i 1970’erne og tre årtier frem et bigband, hvilket skyldtes, at en del elever havde en baggrund i det lokale drengeorkester "Maribo Borgervæbning" og derfor var dygtige blæsere. Bigbandet var meget synligt på gymnasiet i den årrække, det eksisterede, og optrådte ved juleafslutning, forårskoncert, dimission og åbent hus-aftener. Antallet af medlemmer i MG's bigband steg og faldt i takt med aktive medlemmer i "Borgervæbningen".
En af gymnasiets mest kendte elever, forfatteren Helle Helle, blev student fra MG i 1984. Hun var på et tidspunkt elevrådsformand på gymnasiet og har i sine bøger ofte brugt sin gymnasietid og årene omkring den som materiale. Det gælder ikke mindst romanen de, der omhandler en 16-årig gymnasiepige fra Rødby.
I 1984 gik Hertig af som rektor og blev afløst af Alice Pedersen. Rektorskiftet og en samtidig foryngelse af lærerstaben i øvrigt lagde op til en anden profil end den hidtidige ret latinskoleagtige. Samtidig vurderedes gymnasiets fremtidsudsigter at være truet af en lav gymnasiefrekvens i området, et faldende befolkningstal og skarp konkurrence fra blandt andet Nykøbing Katedralskole. Efter diskussioner, der inddrog mange af gymnasiets ansatte, eksperimenterede gymnasiet derfor i de følgende år  med forskellige nye undervisningstiltag. Således blev der 1985-1987 udbudt en eksperimentel kombineret data-medie-linie, der skulle tiltrække unge, der var optaget af disse to emner, der var meget oppe i tiden. Linjen blev deltagermæssigt en succes, men blev overflødiggjort af en ny gymnasiereform i 1987, der indførte obligatorisk edb-undervisning for alle gymnasieelever. Den senere fremtrædende filmproducer Signe Byrge Sørensen har fortalt, hvordan hendes interesse for filmproduktion oprindelig blev skabt via projektarbejdet på MG's særlige medielinje. I 1989 blev fireårige gymnasieforløb for idrætstalenter, der fulgte en særlig Team Danmark-ordning, indført. Blandt andet roerne Mads Kruse-Andersen og Hans Christian Eriksen, der blev ungdomsverdensmestre i roning, mens de gik på MG, har udnyttet denne ordning. Desuden tilbød gymnasiet fra 1993 i nogle år en særlig "grøn linje" i samarbejde med landbruget, hvor elever blandt andet havde biologi på højt niveau, erhvervsøkonomi og kom i praktik på lokale landbrug. Til gengæld blev den klassisksproglige valgmulighed nedlagt på gymnasiet i 1986.
I forbindelse med skolens 50-års-jubilæum i 1987 blev "Maribo Gymnasiums støtteforening" oprettet. Dens formål er at indsamle penge til brug ved studieture og ekskursioner for elever, som ikke selv kan skaffe alle pengene til en rejse.
I 1994 blev Alice Petersen afløst af Henning Aggerholm. Han stod i spidsen for en længe tiltrængt udbygning af gymnasiet, som blev afsluttet i 2000, hvor gymnasiets nye kantine, teatersal, hall og samlingssted stod færdigt. Indtil da havde alt fælles foregået i gymnastiksalen, madpakkerne blev spist i kælderen, og translokationen blev holdt i Maribohallen. Aggerholm var i særlig grad optaget af de mange elever fra hjem, der ikke havde tradition for en studenterhue. Han kunne fejre en stor succes, da Ugebrevet A4 i 2006 udpegede Maribo Gymnasium til provinsens bedste gymnasium målt på eksamenskarakterer, lavt frafald og den andel af eleverne, der læste videre. På alle disse parametre klarede Maribo Gymnasiums unge sig over forventning. Det var så meget mere bemærkelsesværdigt, da folkeskolegennemsnittet på Lolland lå under landsgennemsnittet, og halvdelen af eleverne på Maribo Gymnasium kom fra familier, hvor ingen før havde taget studentereksamen. Aggerholms forklaring var, at det skyldtes engagerede lærere og klare forventninger fra gymnasiets side til eleverne. Skolen udviklede i Aggerholms rektorperiode forskellige tiltag, der kunne hjælpe elever, der havde det svært i gymnasiet. Det var blandt andet hyppige samtaler, mentorordninger og i særlige tilfælde psykologhjælp.

### Selvejende institution fra 2007
I 2007 overgik MG til selveje ved Strukturreformen, der blandt andet afskaffede Storstrøms Amt. I 2010 måtte Henning Aggerholm gå af på grund af hjerteproblemer. Han blev efterfulgt af Lars Jørgensen og fire år senere af Michael Levy Bruus som rektorer. Til minde om Aggerholm uddeler gymnasiet hvert år "Rektor Henning Aggerholms studierejselegat" til en af årets studenter som tilskud til en kortere studierejse forud for optagelsen på en lang videregående uddannelse.
Jubilæet i 2012 blev markeret med et jubilæumsarrangement med besøg af bl.a. undervisningsministeren, Lolland Kommunes borgmester og tidligere rektorer, udgivelse af et jubilæumsskrift samt et særnummer om gymnasiet i Lolland-Falsters Folketidende, der blandt andet fremhævede gymnasiets rolle som kulturbærer i Maribo og hele oplandet. På det tidspunkt var der 460 gymnasieelever på MG, der havde oplevet en pæn vækst i de seneste foregående årtier. Det faldende befolkningstal i gymnasiets område skabte dog igen udfordringer med faldende elevtal i de følgende år. Gymnasiet udvidede derfor igen sine undervisningstilbud på forskellig vis. I tilgift til det eksisterende Team Danmark-samarbejde har gymnasiet indgået aftaler med Maribo Kajakklub og Team Sydhavsøerne om skræddersyede talentforløb for unge kajak- eller håndboldtalenter. Fra 2016 udbød gymnasiet også hf-eksamen, i første omgang som en udlagt undervisning fra Nakskov Gymnasium og HF, men fra 2024 i helt selvstændigt regi.
Politikens Undervisningspris for gymnasier, der er blevet uddelt siden 2013, har to gange haft lærere fra MG med i den afsluttende nominering: I 2014, hvor Ole Weischer blev indstillet, og i 2015, hvor Kasper Pagh Petersen vandt prisen.

#### Håndværker-hf
Gymnasiet har siden 2023 udbudt en såkaldt håndværker-hf, hvor eleverne på hf-linjen kan supplere undervisningen med viden om forskellige håndværksfag, ikke mindst i form af talrige praktikperioder undervejs i forløbet. Hensigten er at skabe en ungdomsuddannelse, som tiltrækker unge, der gerne vil noget mere med hænderne, men også vil have fag på gymnasialt niveau, og som efterfølgende kunne tænke sig en erhvervsuddannelse som håndværker. Håndværker-hf-forløbet er blandt andet blevet præsenteret på det skolepolitiske topmøde på Sorø Akademi og blevet fremhævet af børne- og undervisningsminister Mattias Tesfaye i forbindelse med forberedelserne til beslutningen i 2025 om at oprette den erhvervsrettede gymnasiale uddannelse epx. Omkring en tredjedel af hf-eleverne på Maribo Gymnasium deltog i 2025 i håndværker-hf-ordningen.

#### Global Studies
I 2024 begyndte gymnasiet at udbyde en delvis engelsksproget linje, Global Studies, hvor omkring halvdelen af undervisningen foregår på engelsk og tysk. Initiativet udsprang af de store byggeprojekter på Lolland som Femern Bælt-forbindelsen og den nye Storstrømsbro, der har medført tilflytning til Lolland af en del international arbejdskraft og dermed også en efterspørgsel efter skoler til medarbejdernes børn.  Den direkte inspiration til linjen kom fra oprettelsen af den internationale folkeskole Lolland International School i Maribo, som på samme måde har skabt en delvis engelsksproget mulighed for børn i grundskolealderen.

## Maribo Gymnasiums rektorer
- 1937-1941: Christian Hein Johansen[37]
- 1942-1954: Sigurd Højby[37]
- 1954-1960: Erling Frederiksen
- 1960-1984: Henrik Hertig[38]
- 1984-1994: Alice Pedersen
- 1994-2010: Henning Aggerholm[39]
- 2010-2014: Lars Jørgensen
- 2014- :    Michael Levy Bruus[25]

## Traditioner
Som andre gymnasier har MG sine egne traditioner, som overføres fra årgang til årgang af elever. Allerede i 1938 indstiftedes en "Gymnasieforening" af elever på skolen, der fik navnet Gimle, og den er siden blevet videreført, så det i dag fortsat er Gimlerådet, der står for skolens forskellige fester.
En stort set lige så gammel tradition er skolekomedien, hvor eleverne instruerer, spiller, iscenesætter og efterhånden også skriver en forestilling, ofte en musical. Den første forestilling var En Søndag paa Amager, der blev opført i 1939. Også de næste mange år var der tale om mere eller mindre ambitiøse opførelser af kendte stykker, som f.eks. musicalen Chicago, som eleverne i 1996 opførte i Maribo Hallerne. Siden starten af 2000-tallet har eleverne fremført selvskrevne forestillinger med sang, musik og dans. Det har traditionelt været skolens ønske, at alle elever på et tidspunkt under deres gymnasietid bliver involveret på en eller anden måde i forestillingen, på eller udenfor scenen. Eksempelvis ledede den senere radio- og tv-vært Jonas Visti i 2009, hvor han gik i 2.g, årets musical Frei som en fugl, der handlede om en hippie, der ankom til et konservativt gymnasium i begyndelsen af 1970'erne, og hvor eleverne undervejs fremførte 14 sange af den britiske rockgruppe Queen.
En nyere tradition er skolens balkandans, der i dag fremhæves som en af skolens identitetsmarkører. Udførelse af balkandans blev indført af en mangeårig lærer i oldtidskundskab på skolen, Thomas Alkjær, der blev ansat på MG i 1972. Dansene følger de unge fra 1.g, hvor de lærer dansen som en del af introduktionsforløbet, til afslutningen, hvor de nyudsprungne studenter med huer danser de tre tilhørende danse på torvet i Maribo foran pårørende og forbipasserende umiddelbart efter deres dimission på skolen.